# Volpertshausen

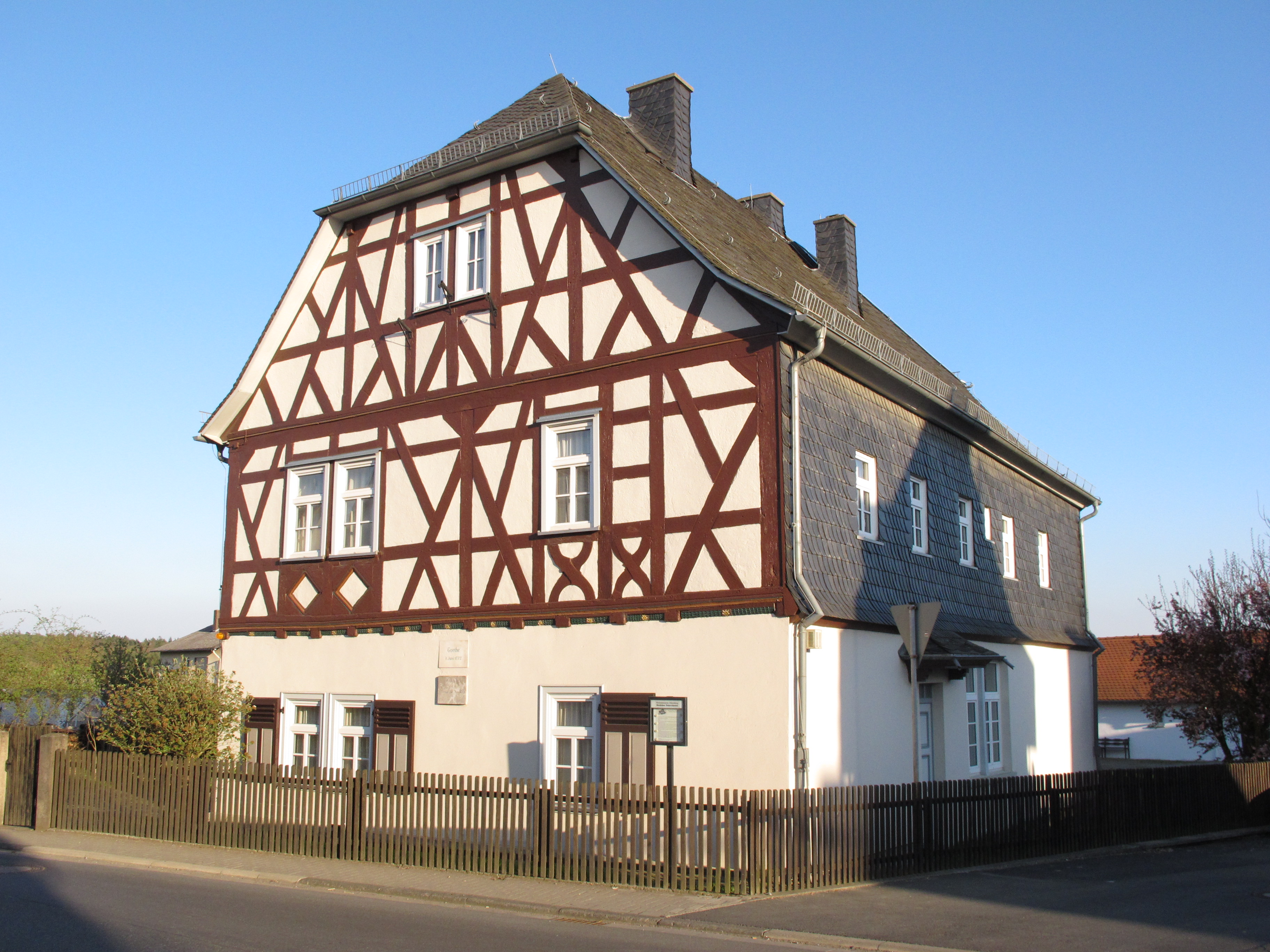
Heimatmuseum Hüttenberg/Goethehaus Volpertshausen

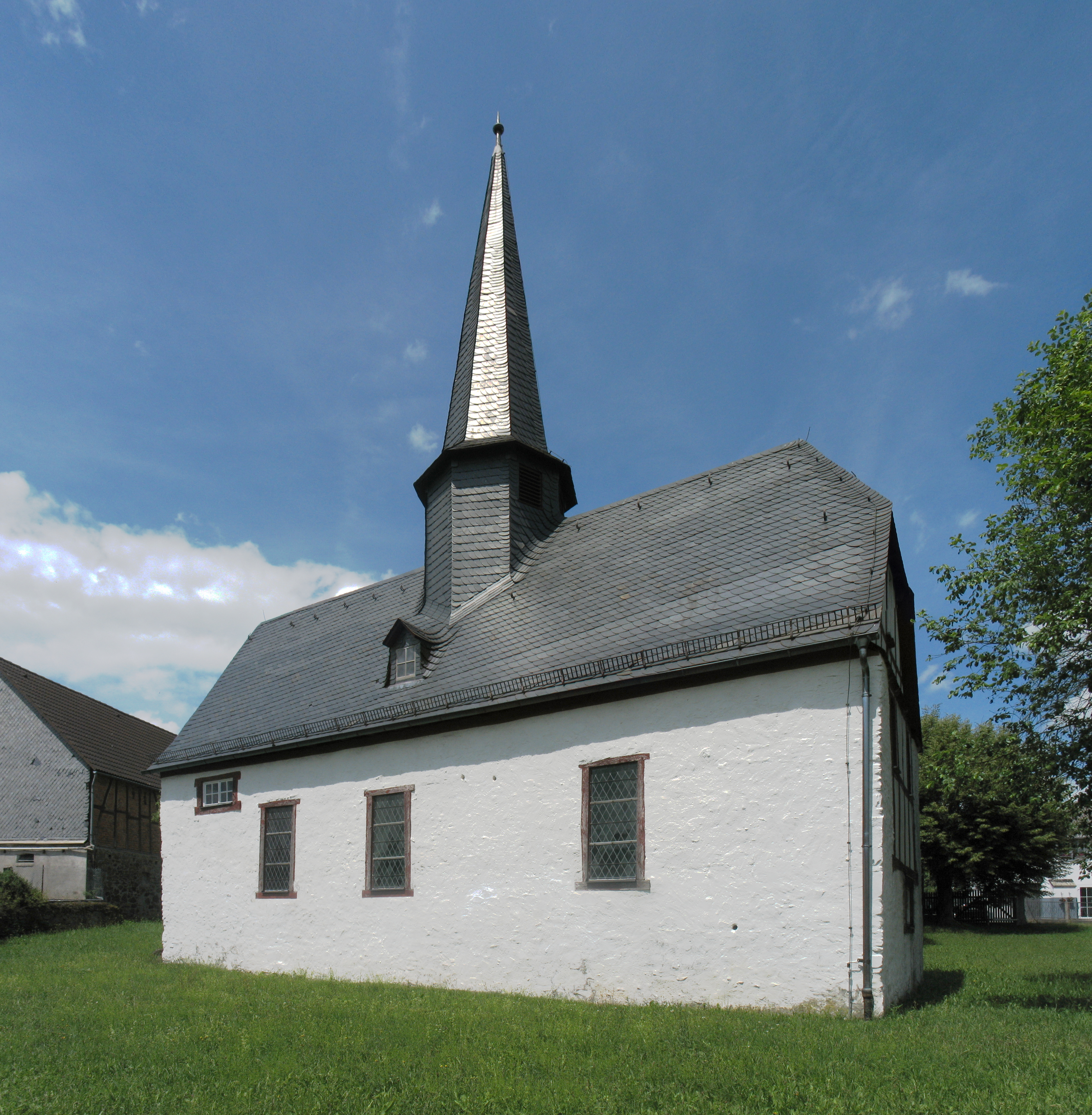
Alte Kirche

Volpertshausen ist ein Ortsteil der Gemeinde Hüttenberg. Die Gemeinde befindet sich in Mittelhessen im Lahn-Dill-Kreis südlich von Wetzlar.

## Geographische Lage
Volpertshausen liegt im östlichen Hintertaunus (Wetzlarer Hintertaunus) im Naturpark Taunus. Durch den Ort fließt der Schwingbach.
Angrenzende Dörfer sind Weidenhausen (nordöstlich), Vollnkirchen (südöstlich) und Reiskirchen (nordwestlich).

## Geschichte

### Ortsgeschichte
Bereits im Jahre 1349 wurde eine Kirche erwähnt, wobei der Gottesdienst nicht mehr dort, sondern in der neuen Kirche stattfand. Von 1816 bis 1976 gehörte Volpertshausen zum Landkreis Wetzlar und seit dem 1. Januar 1977 zum Lahn-Dill-Kreis. 
Volpertshausen wurde bekannt durch den am 9. Juni 1772 stattgefundenen „Ball auf dem Lande“. Johann Wolfgang Goethe kam mit jungen Leuten aus Wetzlar, wo er am Reichskammergericht hospitierte, nach Volpertshausen. Diesen Ball schilderte er später in seinem Briefroman Die Leiden des jungen Werthers.
Im Zuge der Gebietsreform in Hessen wurden zum 1. Januar 1977 die bis dahin selbstständigen Gemeinden Volpertshausen, Hüttenberg, Schwingbach und Reiskirchen kraft Landesgesetz zur neuen Großgemeinde Hüttenberg zusammengeschlossen. Für Volpertshausen wurde wie für die anderen Ortsteile von Hüttenberg ein Ortsbezirk gebildet.

### Verwaltungsgeschichte im Überblick
Die folgende Liste zeigt die Staaten und Verwaltungseinheiten, denen Volpertshausen angehört(e):
- ab 14. Jahrhundert: Heiliges Römisches Reich, Amt Gleiberg (Kondominium: Grafschaft Nassau und Landgrafschaft Hessen)
- ab 1567: Heiliges Römisches Reich, Grafschaft Nassau, Amt Gleiberg[6]
- ab 1775: Heiliges Römisches Reich, Grafschaft Nassau-Weilburg, Oberamt Atzbach, Amt Gleiberg, Hüttenberg und Stoppelberg[7]
- ab 1806: Herzogtum Nassau,[Anm. 2] Amt Hüttenberg
- ab 1816: Königreich Preußen,[Anm. 3] Provinz Großherzogtum Niederrhein, Regierungsbezirk Koblenz, Kreis Wetzlar[Anm. 4]
- ab 1822: Königreich Preußen, Rheinprovinz, Regierungsbezirk Koblenz, Kreis Wetzlar[Anm. 5]
- ab 1867: Norddeutscher Bund,[Anm. 6] Königreich Preußen, Rheinprovinz, Regierungsbezirk Koblenz, Kreis Wetzlar
- ab 1871: Deutsches Reich, Königreich Preußen, Rheinprovinz, Regierungsbezirk Koblenz, Kreis Wetzlar
- ab 1918: Deutsches Reich (Weimarer Republik), Freistaat Preußen, Rheinprovinz, Regierungsbezirk Koblenz, Kreis Wetzlar
- ab 1932: Deutsches Reich, Freistaat Preußen, Provinz Hessen-Nassau, Regierungsbezirk Wiesbaden, Kreis Wetzlar
- ab 1944: Deutsches Reich, Freistaat Preußen, Provinz Nassau, Kreis Wetzlar
- ab 1945: Amerikanische Besatzungszone,[Anm. 7] Groß-Hessen, Regierungsbezirk Wiesbaden, Kreis Wetzlar
- ab 1946: Amerikanische Besatzungszone, Hessen, Regierungsbezirk Wiesbaden, Kreis Wetzlar
- ab 1949: Bundesrepublik Deutschland, Hessen, Regierungsbezirk Wiesbaden, Kreis Wetzlar
- ab 1968: Bundesrepublik Deutschland, Hessen, Regierungsbezirk Darmstadt, Kreis Wetzlar
- ab 1977: Bundesrepublik Deutschland, Hessen, Regierungsbezirk Darmstadt, Lahn-Dill-Kreis, Gemeinde Hüttenberg[8]
- ab 1981: Bundesrepublik Deutschland, Hessen, Regierungsbezirk Gießen, Lahn-Dill-Kreis, Gemeinde Hüttenberg

## Bevölkerung

### Einwohnerstruktur 2011
Nach den Erhebungen des Zensus 2011 lebten am Stichtag, dem 9. Mai 2011, in Volpertshausen 1035 Einwohner. Darunter waren 21 (2,0 %) Ausländer. Nach dem Lebensalter waren 204 Einwohner unter 18 Jahren, 435 zwischen 18 und 49, 204 zwischen 50 und 64 und 189 Einwohner waren älter. Die Einwohner lebten in 438 Haushalten. Davon waren 114 Singlehaushalte, 147 Paare ohne Kinder und 135 Paare mit Kindern, sowie 33 Alleinerziehende und 9 Wohngemeinschaften. In 51 Haushalten lebten ausschließlich Senioren und in 180 Haushaltungen lebten keine Senioren.

### Einwohnerentwicklung
| Volpertshausen: Einwohnerzahlen von 1834 bis 2022 | Volpertshausen: Einwohnerzahlen von 1834 bis 2022 | Volpertshausen: Einwohnerzahlen von 1834 bis 2022 | Volpertshausen: Einwohnerzahlen von 1834 bis 2022 | Volpertshausen: Einwohnerzahlen von 1834 bis 2022 |
| --- | ------------------------------------------------- | ------------------------------------------------- | ------------------------------------------------- | ------------------------------------------------- |
| Jahr |                                                   |                                                   |                                                   | Einwohner                                         |
| 1834 | 1834                                              |                                                   | 333                                               | 333                                               |
| 1840 | 1840                                              |                                                   | 348                                               | 348                                               |
| 1846 | 1846                                              |                                                   | 331                                               | 331                                               |
| 1852 | 1852                                              |                                                   | 324                                               | 324                                               |
| 1858 | 1858                                              |                                                   | 322                                               | 322                                               |
| 1864 | 1864                                              |                                                   | 330                                               | 330                                               |
| 1871 | 1871                                              |                                                   | 295                                               | 295                                               |
| 1875 | 1875                                              |                                                   | 320                                               | 320                                               |
| 1885 | 1885                                              |                                                   | 338                                               | 338                                               |
| 1895 | 1895                                              |                                                   | 342                                               | 342                                               |
| 1905 | 1905                                              |                                                   | 332                                               | 332                                               |
| 1910 | 1910                                              |                                                   | 333                                               | 333                                               |
| 1925 | 1925                                              |                                                   | 338                                               | 338                                               |
| 1939 | 1939                                              |                                                   | 384                                               | 384                                               |
| 1946 | 1946                                              |                                                   | 525                                               | 525                                               |
| 1950 | 1950                                              |                                                   | 517                                               | 517                                               |
| 1956 | 1956                                              |                                                   | 463                                               | 463                                               |
| 1961 | 1961                                              |                                                   | 502                                               | 502                                               |
| 1967 | 1967                                              |                                                   | 636                                               | 636                                               |
| 1970 | 1970                                              |                                                   | 767                                               | 767                                               |
| 1980 | 1980                                              |                                                   | ?                                                 | ?                                                 |
| 1990 | 1990                                              |                                                   | ?                                                 | ?                                                 |
| 2000 | 2000                                              |                                                   | ?                                                 | ?                                                 |
| 2011 | 2011                                              |                                                   | 1.035                                             | 1.035                                             |
| 2015 | 2015                                              |                                                   | 1.073                                             | 1.073                                             |
| 2017 | 2017                                              |                                                   | 1.085                                             | 1.085                                             |
| 2022 | 2022                                              |                                                   | 1.054                                             | 1.054                                             |
| Datenquelle: Historisches Gemeindeverzeichnis für Hessen: Die Bevölkerung der Gemeinden 1834 bis 1967. Wiesbaden: Hessisches Statistisches Landesamt, 1968. Weitere Quellen: LAGIS; Gemeinde Hüttenberg; Zensus 2011 |                                                   |                                                   |                                                   |                                                   |

### Historische Religionszugehörigkeit
Quelle: Historisches Ortslexikon
| 1834: | 333 evangelische Einwohner                                         |
| 1961: | 442 evangelische (= 88,05 %), 57 katholische (= 11,35 %) Einwohner |

## Politik
Für Volpertshausen besteht ein Ortsbezirk (Gebiete der ehemaligen Gemeinde Volpertshausen) mit Ortsbeirat und Ortsvorsteher nach der Hessischen Gemeindeordnung.
Der Ortsbeirat besteht aus drei Mitgliedern. Bei den Kommunalwahlen in Hessen 2021 betrug die Wahlbeteiligung zum Ortsbeirat 61,24 %. Dabei wurden gewählt: zwei Mitglieder der „Freien Wählergemeinschaft“ (FWG), und ein Mitglied des Bündnis 90/Die Grünen. Der Ortsbeirat wählte Markus Droß (FWG) zum Ortsvorsteher.

## Kulturdenkmäler
- Heimatmuseum Hüttenberg/Goethehaus Volpertshausen
- Alte Kirche

## Infrastruktur
- Im Ort gibt es eine Bäckerei, eine Eisdiele, eine Gastwirtschaft und einen Dönerladen.
- Den ÖPNV stellt der Rhein-Main-Verkehrsverbund mit der Buslinie 313 sicher. Im Ort befindet sich die Gemeinde-Kindertagesstätte Waldgeister.